# 下韦尔茨
下韦尔茨是奥地利施蒂利亚州穆劳县的一个市镇。总面积10.26平方公里，总人口613人，人口密度59.7人/平方公里（2005年）。